# 凤阳花鼓
《凤阳花鼓》是一首來自中國安徽省的民歌，在明清時代很流行，此歌是一首民間小調。其中一首歌詞中講述安徽省鳳陽縣於明朝初期居民生活的苦況，暗諷朱元璋未照顧故鄉的百姓，使他們無法在家鄉安身立命。

## 其他語言版本
香港歌手汪明荃1978年有粵語版，收入《山歌情谊长》專輯。1994年鄭秀文在TVB劇集《大头绿衣斗僵尸》劇中有演唱粵語版。此亦為香港街頭歌手常見的國語歌演唱曲目，包括龍婷（瀋陽人）。

## 歌詞
說鳳陽  道鳳陽  鳳陽本是好地方
自從出了朱皇帝  十年到有九年荒
咚得隆咚鏘  咚得隆咚鏘  咚得隆咚鏘咚鏘咚鏘
大戶人家賣牛羊  小戶人家賣兒郎
奴家沒有兒郎賣  身背花鼓走四方
咚得隆咚鏘  咚得隆咚鏘  咚得隆咚鏘咚鏘咚鏘
左手鑼 右手鼓 手拿著鑼鼓來唱歌
別的歌兒我也不會唱 只會唱個鳳陽歌
鳳陽歌兒來呀~呀
得郎噹飄一飄 得郎噹飄一飄
得飄 得飄 得飄得飄飄一得飄飄飄一飄
我命苦 真命苦 一生一世嫁不著好丈夫
人家的丈夫做官又做府 我家的丈夫只會打花鼓
打打花鼓來呀~呀
得郎噹飄一飄 得郎噹飄一飄
得飄 得飄 得飄得飄飄一得飄飄飄一飄
我命薄 真命薄 一生一世討不著好老婆
人家的老婆繡花又繡朵 我家的老婆兩隻大花腳
量量就有一尺長
得郎噹飄一飄 得郎噹飄一飄
得飄 得飄 得飄得飄飄一得飄飄飄一飄

## 現今
现在这首民歌在大中華地區的農曆新年時會用作新年歌。